# Лашан-Рафаэль
Лаша́н-Рафаэ́ль (фр. Lachamp-Raphaël, окс. Lachamp Raphaël) — коммуна во Франции, находится в регионе Рона — Альпы. Департамент коммуны — Ардеш. Входит в состав кантона Антрег-сюр-Волан. Округ коммуны — Ларжантьер.
Код INSEE коммуны — 07120.

## Население
Население коммуны на 2008 год составляло 86 человек.
| 1962 | 1968 | 1975 | 1982 | 1990 | 1999 | 2008 |
| ---- | ---- | ---- | ---- | ---- | ---- | ---- |
| 189  | 227  | 184  | 157  | 115  | 117  | 86   |

## Экономика
В 2007 году среди 56 человек в трудоспособном возрасте (15—64 лет) 34 были экономически активными, 22 — неактивными (показатель активности — 60,7 %, в 1999 году было 64,0 %). Из 34 активных работали 31 человек (20 мужчин и 11 женщин), безработными были 3 женщины. Среди 22 неактивных 1 человек был учеником или студентом, 16 — пенсионерами, 5 были неактивными по другим причинам.

## Фотогалерея

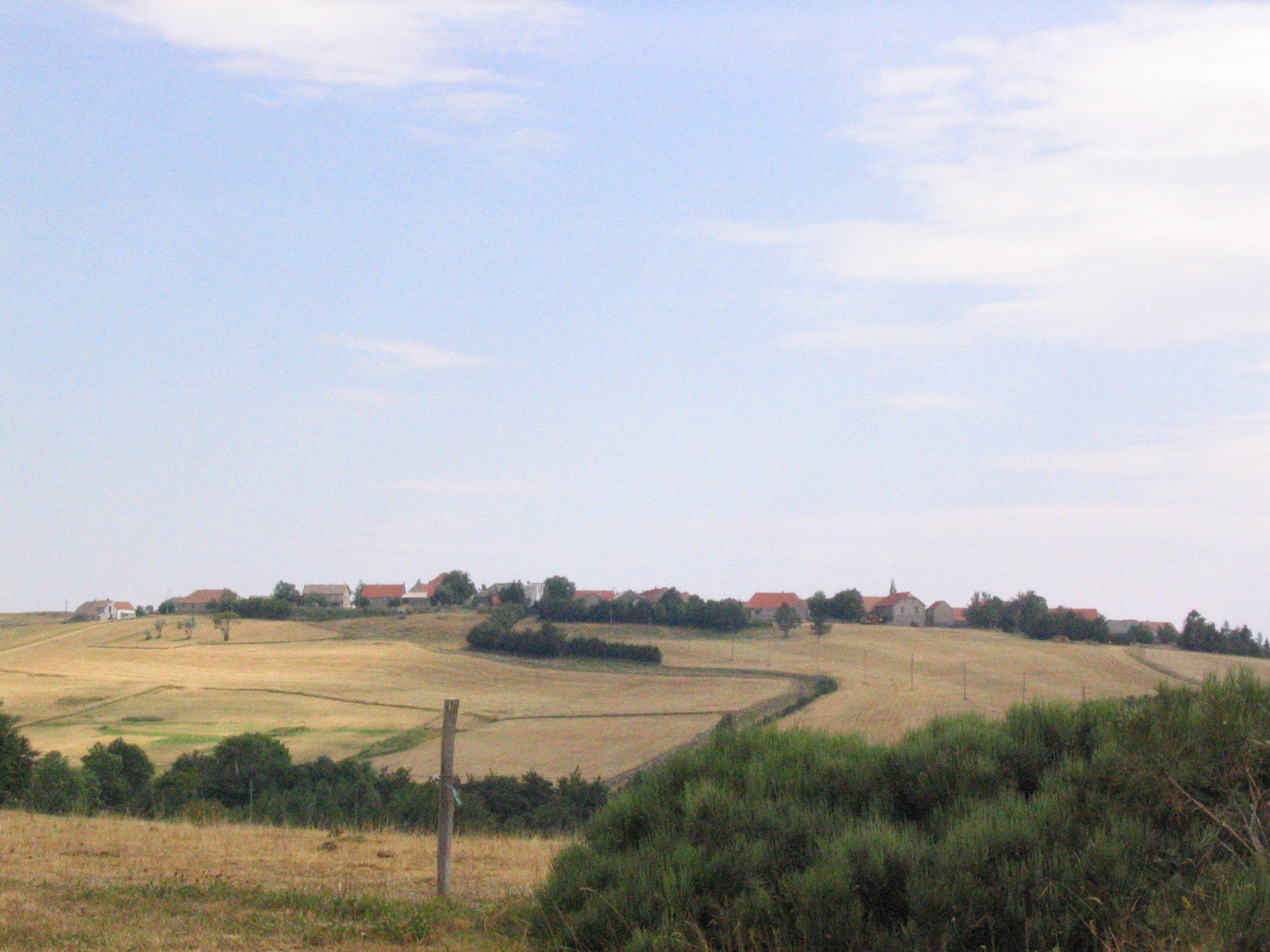
Лашан-Рафаэль
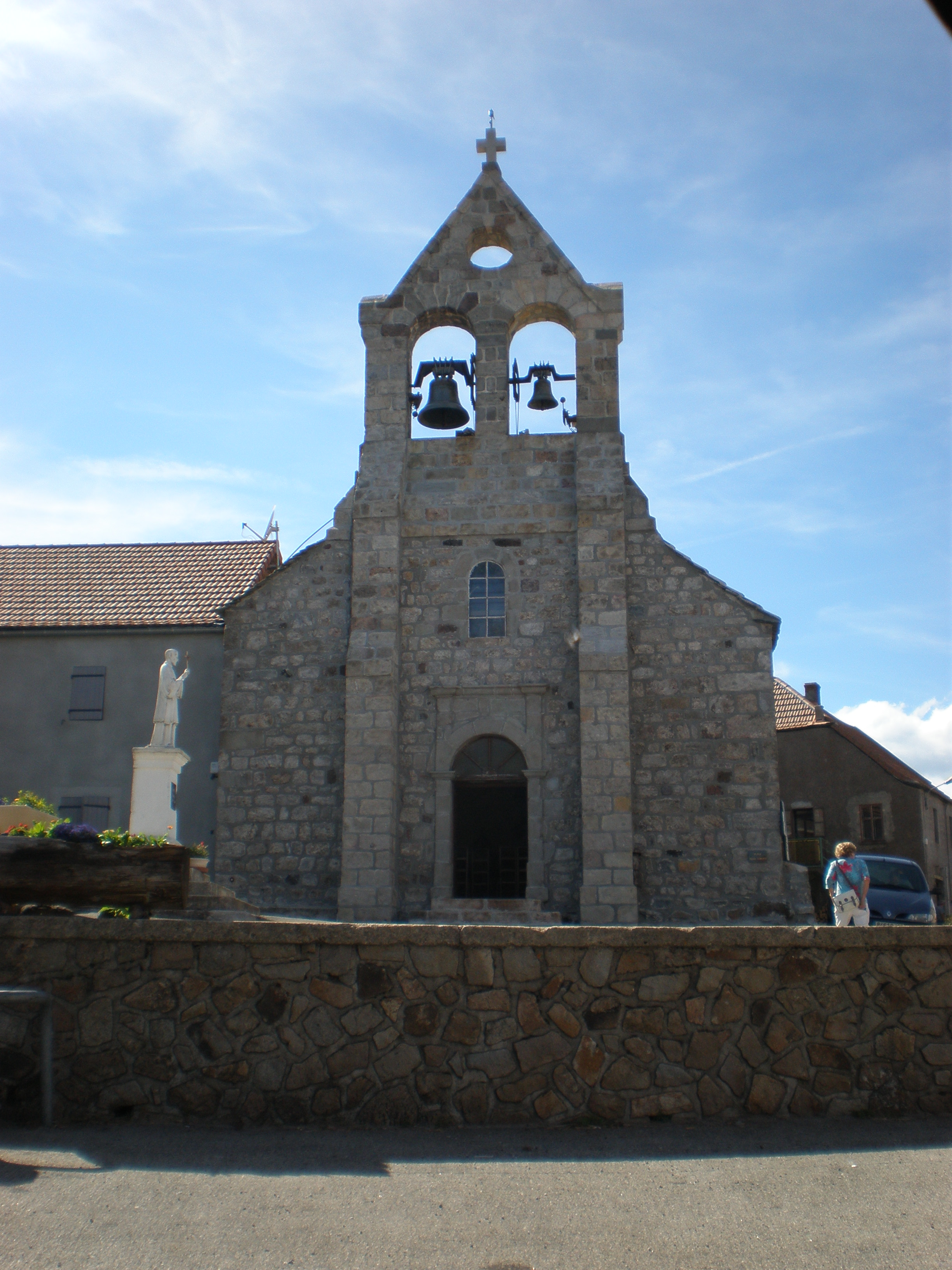
Церковь
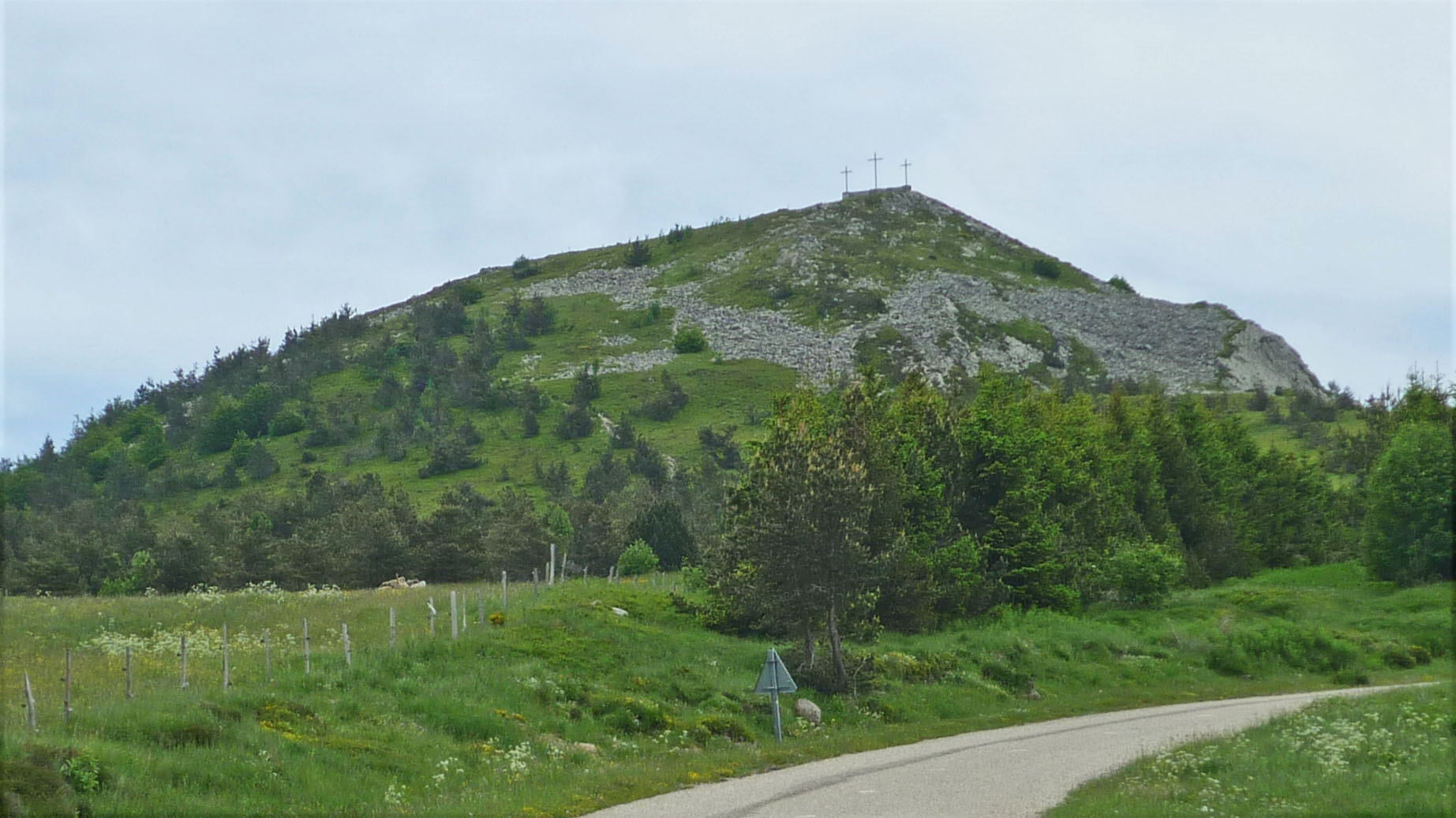
Гора Монтиверту (1441 м)
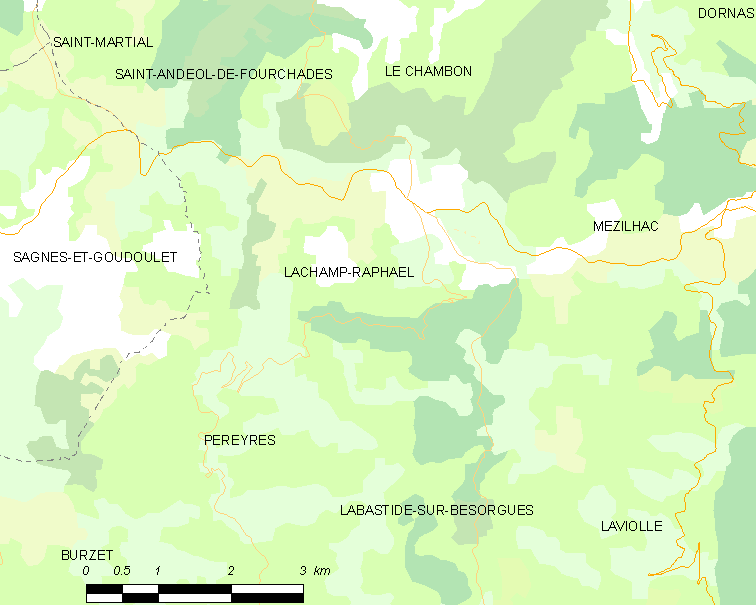
Карта коммуны